# Recycler
| 전문가 평가                         | 전문가 평가 |
| 평가 점수                           | 평가 점수   |
| 출처                                | 점수        |
| ----------------------------------- | ----------- |
| AllMusic                            | [ 2 ]       |
| Robert Christgau                    | [ 4 ]       |
| Entertainment Weekly                | B+          |
| Rolling Stone                       | [ 6 ]       |
| (The New) Rolling Stone Album Guide | [ 7 ]       |

《Recycler》는 미국의 록 밴드 ZZ 탑의 열 번째 스튜디오 음반으로, 1990년 10월 16일에 발매되었다. 이 음반은 《Eliminator》에서 시작된 신시사이저 중심의 프로덕션 스타일을 마지막으로 활용한 음반이었으며, 밴드의 블루스 뿌리로의 회귀를 보여주었다.
밴드는 1990년 영화 《백 투 더 퓨처 3》에 카메오로 출연하여 현지 음악가들과 함께 〈Doubleback〉의 "올드 웨스트" 버전을 연주했다(정규 버전의 곡은 엔딩 크레딧에 삽입되었다). 〈Doubleback〉의 뮤직비디오에는 영화의 장면들이 삽입되었고, DVD에도 수록되었다. 이 음반에서는 다섯 곡의 히트 싱글이 발표되었는데, 〈Doubleback〉은 빌보드 메인스트림 록 트랙 차트에서 5주간 1위를 기록했고, 〈Concrete and Steel〉은 4주간 1위를 기록했다. 그 외에 〈Burger Man〉, 〈Give It Up〉, 〈My Head's in Mississippi〉가 싱글로 발표되었으며, 〈My Head's in Mississippi〉는 빌보드 메인스트림 록 트랙 차트에서 6주간 1위를 기록했다.
〈My Head's in Mississippi〉, 〈Burger Man〉, 〈Give It Up〉 등 세 곡의 뮤직비디오도 제작되었다.
영국에서는 이 음반이 1990년에 영국 축음기 협회로부터 실버 (6만 장) 인증을 받은 밴드의 세 번째 음반이었다.

## 배경
2008년 인터뷰에서 빌리 기본스는 다음과 같이 말했다. "《Recycler》는 만드는 데 흥미로웠어요. 처음에는 《Eliminator》와 《Afterburner》에서 확립된 계보를 따르려고 계획했거든요. 우리는 휴스턴에 있는 스튜디오에서 아주 구조적인 팝 튠 몇 곡을 썼죠. 그리고 나서 몇 달 동안 로스앤젤레스로 가서 시퀀서 중심의, 모든 것이 제자리에 있는 듯한 작업 방식에 몰두했어요. 그런데 음반을 마무리하러 멤피스에 도착했을 때, 우리는 다른 방식으로 전환하게 됐어요. 고급 장비들이 도착하기를 기다리는 동안, 우리는 원을 이루고 앉아 밴드처럼 연주하고 잼을 하기 시작했죠. 그 사운드는 거칠고 느슨했지만, 모든 면에서 제대로 느껴졌어요. 그때 세션의 결과는 〈2000 Blues〉나 〈My Head’s in Mississippi〉 같은 곡들에서 들을 수 있어요. 둘 다 우리의 초기 음악을 연상시키는 곡이죠. 그래서 우리는 《Recycler》를 우리의 《Tres Hombres》/《Eliminator》 음반이라고 부르기도 해요."
그는 이어서 말했다. "우리는 《Eliminator》와 《Afterburner》에서 개척한 기반을 버린 건 아니에요. 여전히 시퀀서와 신시사이저가 들리긴 하거든요. 하지만 훨씬 더 눈에 띄지 않게 되었죠. 우리는 밴드의 거친 요소들이 더 빛을 발하도록 했어요. 〈My Head’s in Mississippi〉는 이 음반에서 가장 먼저 완성된 곡 중 하나인데, 신구의 조화를 잘 보여주는 좋은 예예요. 원래는 아주 직선적인 부기우기였죠. 그런데 프랭크가 등장해서 아주 게이트가 강한 전자 드럼 필인을 넣으면서 트랙이 현대적으로 바뀌었어요. 휴스턴과 로스앤젤레스에서의 사전 작업을 제외하면, 이 음반을 만드는 데는 네 달이 걸렸어요. 《Recycler》는 우리가 만든 음반 중에서도 시간이 오래 걸린 편이죠. 아마도 우리가 빌 스트리트에 있는 멤피스 사운드 스튜디오로 옮겼기 때문일 거예요. 그 지역은 정말 온갖 유혹으로 가득하거든요."
이 세션들은 궁극적으로 밴드가 그들의 블루스 뿌리로 돌아가는 계기가 되었으며, 《Recycler》는 ZZ 탑이 이전 두 음반에서 사용했던 신시사이저 기반 프로덕션 스타일을 활용한 마지막 음반이 되었다. 이후 이 스타일은 완전히 폐기되었고, 이후 음반들에서는 보다 뿌리 지향적인 스타일이 채택되었다.

## 곡 목록
모든 곡들은 빌리 기본스, 더스티 힐 그리고 프랭크 비어드에 의해 작사/작곡하였다.
| #  | 제목                         | 재생 시간 |
| -- | ---------------------------- | --------- |
| 1. | 〈Concrete and Steel〉       | 3:45      |
| 2. | 〈Lovething〉                | 3:20      |
| 3. | 〈Penthouse Eyes〉           | 3:49      |
| 4. | 〈Tell It〉                  | 4:39      |
| 5. | 〈My Head's in Mississippi〉 | 4:17      |

| #  | 제목                      | 재생 시간 |
| -- | ------------------------- | --------- |
| 1. | 〈Decision or Collision〉 | 3:59      |
| 2. | 〈Give It Up〉            | 3:24      |
| 3. | 〈2000 Blues〉            | 4:37      |
| 4. | 〈Burger Man〉            | 3:18      |
| 5. | 〈Doubleback〉            | 3:53      |

## 인증
| 국가                                                  | 인증     | 판매량/출하량 |
| ----------------------------------------------------- | -------- | ------------- |
| 캐나다 (뮤직 캐나다)                                  | 플래티넘 | 100,000^      |
| 핀란드 (Musiikkituottajat)                            | 플래티넘 | 65,520        |
| 프랑스 (SNEP)                                         | 2× 골드  | 200,000*      |
| 독일 (BVMI)                                           | 플래티넘 | 500,000^      |
| 뉴질랜드 (RMNZ)                                       | 골드     | 7,500^        |
| 스웨덴 (GLF)                                          | 플래티넘 | 100,000^      |
| 스위스 (IFPI 스위스)                                  | 플래티넘 | 50,000^       |
| 영국 (BPI)                                            | 실버     | 60,000^       |
| 미국 (RIAA)                                           | 플래티넘 | 1,000,000^    |
| *판매량을 기반으로 한 인증 ^출하량을 기반으로 한 인증 |          |               |